# Liste der Monuments historiques in Saintes
Die Liste der Monuments historiques in Saintes führt die Monuments historiques in der französischen Gemeinde Saintes auf.

## Liste der Bauwerke
| Bezeichnung                                         | Beschreibung                                   | Standort                                                              | Kennzeichnung | Schutzstatus   | Datum          | Bild           |
| --------------------------------------------------- | ---------------------------------------------- | --------------------------------------------------------------------- | ------------- | -------------- | -------------- | -------------- |
| Abbaye aux Dames Saintes                            |                                                | (Lage)                                                                | PA00105245    | Inscrit        | 1948           | weitere Bilder |
| Gallo-römischer Aquadukt                            |                                                |                                                                       | PA00105313    | Classé         | 2014           | weitere Bilder |
| Amphitheater                                        |                                                | (Lage)                                                                | PA00105246    | Classé         | 1840           | weitere Bilder |
| Germanicusbogen                                     | römischer Triumphbogen, 18 oder 19 n. Chr.     | Place Bassompierre (Lage)                                             | PA00105247    | Classé         | 1905           | weitere Bilder |
| Kirche St-Eutrope                                   |                                                | (Lage)                                                                | PA00105249    | Classé         | 1840           | weitere Bilder |
| Castrum                                             | Mauerreste, 4. Jahrhundert                     |                                                                       | PA00105248    | Classé         | 1969           |                |
| Kathedrale St-Pierre                                | ab dem 12. Jahrhundert                         | (Lage)                                                                | PA00105252    | Classé         | 1862 1937      | weitere Bilder |
| Couvent des Jacobins und Haus von Maurice Martineau |                                                | Rue des Jacobins (Lage)                                               | PA00105257    | Inscrit Classé | 1987 2004 2005 | weitere Bilder |
| Abteikirche Sainte-Marie-aux-Dames                  | ab 1047                                        | (Lage)                                                                | PA00105250    | Classé         | 1846           | weitere Bilder |
| Kirche St-Pallais                                   | 12. bis 15. Jahrhundert                        | Place Saint-Pallais (Lage)                                            | PA00105251    | Inscrit        | 1931           | weitere Bilder |
| Kirche St-Vivien                                    |                                                | Place Saint-Vivien (Lage)                                             | PA00125681    | Inscrit        | 1993           | weitere Bilder |
| Nationalgestüt                                      | einschließlich des Parks; 1850 bis 1854 erbaut | (Lage)                                                                | PA00125682    | Inscrit        | 1993           |                |
| Hôtel de Brémond d’Ars                              |                                                | 17 und 21, rue Martineau 23, rue des Jacobins (Lage)                  | PA00105253    | Inscrit        | 1967           | weitere Bilder |
| Hôtel Monconseil                                    |                                                | Quai de Verdun Rue Monconseil (Lage)                                  | PA00105254    | Inscrit        | 2009           |                |
| Musée de l’Échevinage                               |                                                | Place d’Échevinage (Lage)                                             | PA00105256    | Inscrit        | 1939           | weitere Bilder |
| Maison de la juridiction consulaire                 |                                                | 9, rue Saint-Maur (Lage)                                              | PA00105255    | Inscrit        | 1931           |                |
| Maison du Présidial                                 | Hôtel particulier, Anfang des 17. Jahrhunderts | (Lage)                                                                | PA00105258    | Classé         | 1919           | weitere Bilder |
| Gallo-römische Fundamente                           |                                                |                                                                       | PA00105259    | Classé         | 1915           |                |
| Polissoir                                           |                                                | 140, avenue Gambetta (Lage)                                           | PA00105260    | Classé         | 1964           |                |
| Gallo-römische Befestigung                          |                                                | Place des Récollets Rue Aliénor-d’Aquitaine Rue de l’Abreuvoir (Lage) | PA00105261    | Classé         | 1977           | weitere Bilder |
| Protestantische Kirche                              |                                                | 2, cours Reverseaux (Lage)                                            | PA17000020    | Inscrit        | 1998           | weitere Bilder |
| Gelände                                             |                                                | (Lage)                                                                | PA00105262    | Classé         | 1932           |                |
| Gelände                                             |                                                | (Lage)                                                                | PA00105263    | Classé         | 1933           |                |
| Gelände Guinguenaud                                 |                                                | (Lage)                                                                | PA00105264    | Classé         | 1937           |                |
| Thermes de Saint-Saloine                            |                                                | (Lage)                                                                | PA00105265    | Classé         | 1904           | weitere Bilder |

## Liste der Objekte

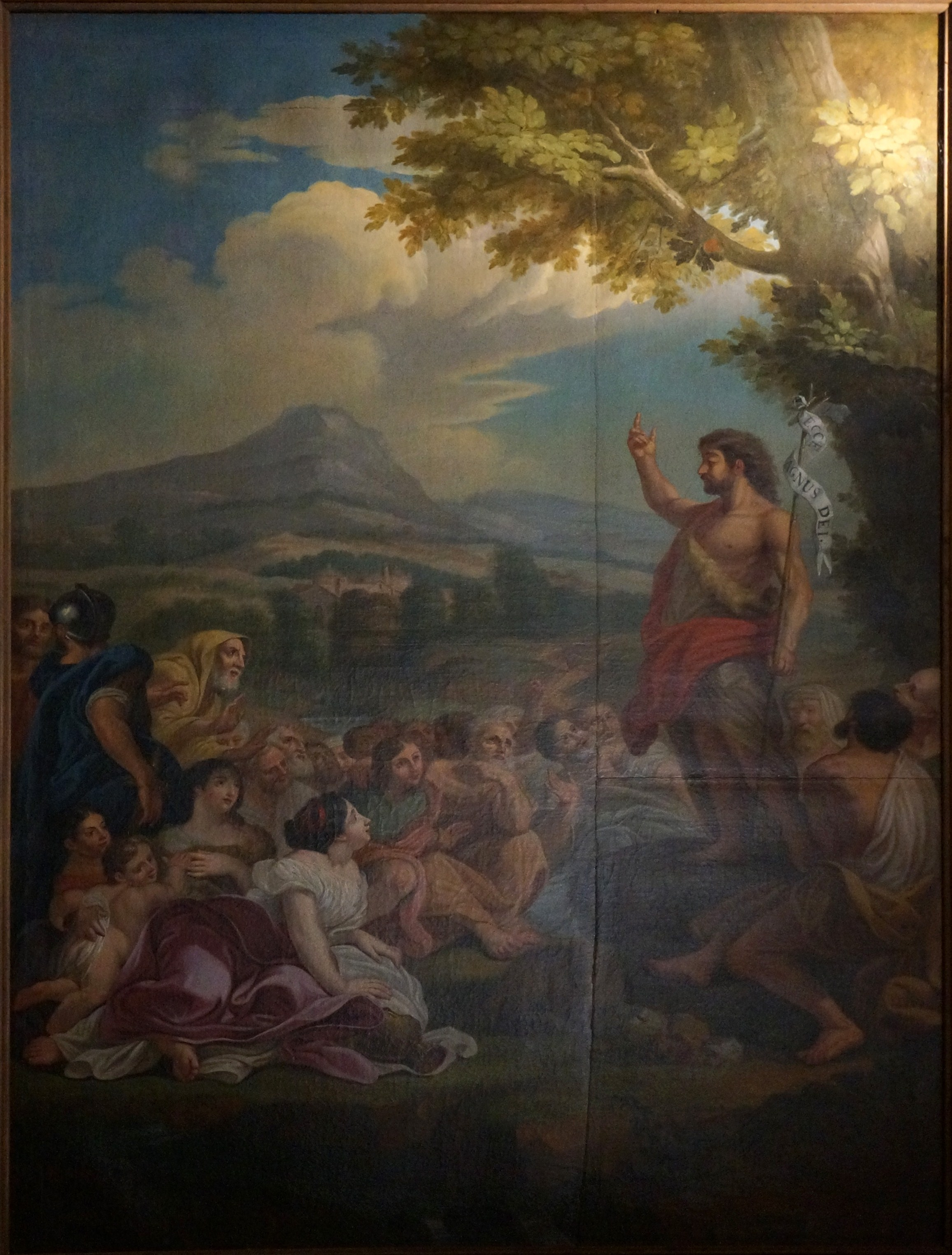
Ölgemälde in der Kirche St-Eutrope: Predigt Johannes des Täufers

- Monuments historiques (Objekte) in Saintes in der Base Palissy des französischen Kultusministeriums

Siehe auch: Weihwasserbecken (Saintes)